# Autoroute du Nord (Côte d'Ivoire)
Pour les articles homonymes, voir Autoroute du Nord.
L'autoroute du Nord  est la première autoroute de Côte d'Ivoire.
Elle permet de relier Abidjan  à la ville de Bouaké en passant par Yamoussoukro. Elle s'inscrit dans le projet corridor international Abidjan-Ouagadougou-Niamey. elle constitue une stratégique pour le développement économique du pays et de la sous-région.

## Historique
Le projet de l'autoroute du Nord a débuté en 1975, avec la réalisation de 60% de l'autoroute sur une longueur totale de 230 Km, inaugurée en 1981. En 2007 les travaux restants ont été relancés mais elles ont été interrompus en raison de la crise politico-militaire de 2011. Finalement l'autoroute a été achevée et inaugurée en 2014, avec un prolongement jusqu'à Yamoussoukro.

## Tracé
L'autoroute du Nord commence a Abidjan, dans la commune de Yopougon, et traverse plusieurs localités dont: Anyama, Singrobo, Tiassalé, Toumodi, Yamoussoukro, Tiébissou et Bouaké.
La section Yamoussoukro-Tiébissou fait 37 Km. Elle a été ouverte à la circulation le 16 décembre 2022. Quant a la section de Tiébissou-Bouaké, elle fait 96 Km et a été inaugurée le 24 aout 2023.

## Caractéristiques Techniques
- Longueur totale : environ 357 Km

- Chaussée : 2X2 voies bitumées

- Postes de péage : Attinguié, Singrobo, Tiébissou et Djebonoua

- Entretien : assuré par des structure privées sous la supervision de l’Ageroute.

### Péages
Le poste de péage d'Attinguié, est situé a 30 km d'Abidjan, sur l'axe Abidjan-Yamoussoukro. Il a été mis en service le 15 mai 2014 et le nombre de couloirs est passé de huit a seize après des travaux d'élargissement en 2023.
Le poste de péage de Singrobo, est situé dans le district autonome de Yamoussoukro, il a été inauguré le 25 novembre 2013 et mis en service le 15 mai 2014.